# Barton (Dakota du Nord)
Pour les articles homonymes, voir Barton.
Barton est une census-designated place située dans le comté de Pierce, dans l’État du Dakota du Nord, aux États-Unis. Sa population s’élevait à 20 habitants lors du recensement de 2010.

## Histoire
Barton a été fondée en 1887, incorporée en 1906, puis désincorporée en 1997.

## Démographie
| Groupe            | Barton | Dakota du Nord | États-Unis |
| ----------------- | ------ | -------------- | ---------- |
| Blancs            | 100    | 90,0           | 72,4       |
| Autres            | 0      | 10             | 27,6       |
| Total             | 100    | 100            | 100        |
|                   |        |                |            |
| Latino-Américains | 0      | 2,0            | 16,7       |

Selon l'American Community Survey, pour la période 2011-2015, 100 % de la population âgée de plus de 5 ans déclare parler l'anglais à la maison.
| 1910 | 1920 | 1930 | 1940 | 1950 | 1960 |
| ---- | ---- | ---- | ---- | ---- | ---- |
| 202  | 158  | 170  | 157  | 102  | 80   |

| 1970 | 1980 | 1990 | 2000 | 2010 | - |
| ---- | ---- | ---- | ---- | ---- | - |
| 34   | 38   | 24   | 31   | 20   | - |

## Source
- (en) Cet article est partiellement ou en totalité issu de l’article de Wikipédia en anglais intitulé « Barton, North Dakota » (voir la liste des auteurs).

1. ↑  (en) « Population of North Dakota - Census 2010 and 2000 », sur censusviewer.com.
2. ↑  (en) « Barton, ND Population - Census 2010 and 2000 », sur censusviewer.com.
3. ↑  (en) « Language spoken at home by ability to speak English for the population 5 years and over », sur factfinder.census.gov.
4. ↑  (en) « Statistiques des États-Unis - Dakota du nord - Profils des comtés de 2010 » (consulté en juin 2021)